# هوف-پرباخ
هوف-پرباخ (به آلمانی: Höf-Präbach) یک منطقهٔ مسکونی در اتریش است که در گراتس اومگبونگ واقع شده‌است. هوف-پرباخ ۱۰٫۶۱ کیلومتر مربع مساحت دارد ۵۰۰ متر بالاتر از سطح دریا واقع شده‌است.